# Mascot Pictures
A Mascot Pictures Corporation foi uma companhia cinematográfica que atuou nos anos 1920 e 1930, mais conhecida pela sua produção de seriados e Westerns B. O seriado da Mascot The King of the Kongo (1929) foi o primeiro seriado a incluir o som, antecipando-se à Universal Studios em vários meses.
A Mascot foi fundada em 1927 pelo produtor cinematográfico Nat Levine. Em 1935, a Mascot foi unida a outras companhias para formar a Republic Pictures.

## Início

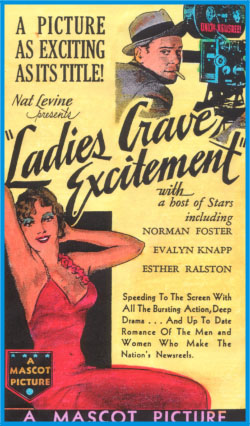
Poster de Ladies Crave Excitement”, produzido pela Mascot Pictures em 1935.

A Mascot foi criada por Nat Levine, um ex-secretário pessoal de Marcus Loew, em 1927, após o sucesso de sua série independente The Silent Flyer (1926).
No início, a produção operava em Santa Monica Boulevard, e alugava todos os seus equipamentos e instalações. Em 1929, o estúdio entrou par aa história com a produção de The King of the Kongo. Esse foi o primeiro seriado de uma companhia cinematográfica a apresentar som. A primeira produção totalmente falada da Mascot foi o filme The Phantom of the West, em 1931.

## Sennett Studios
Em 1933, a Mascot foi bem-sucedida o suficiente para alugar, e depois comprar o Sennett Studios, depois que o proprietário original, o famoso diretor e produtor Mack Sennett, foi à falência por causa da Grande Depressão. Isso fez da empresa um verdadeiro estúdio cinematográfico.
A Mascot foi responsável pela popularidade do conceito de “cowboy cantor”, e do “Western Musical”. Em 1935, o estúdio produziu The Phantom Empire com o então inexperiente Gene Autry.

## Republic Pictures
O desenvolvedor dos filmes da Mascot foi a “Consolidated Film Corporation”. Em 1935, sob pressão do proprietário da companhia, Herbert Yates, a Mascot uniu-se à “Consolidated Film” e à Monogram Pictures para formar a grande Republic Pictures. A Mascot contribuiu com elementos como seriados e Western B e a Monogram proveu a rede de distribuição e os recursos técnicos e financeiros vieram da Consolidated Film.
Duas outras companhias, Liberty Pictures e Majestic Pictures, rejeitaram a oferta e saíram dos negócios.

## Legado
Várias carreiras cinematográficas começaram na Mascot Pictures.

### Atores
- Gene Autry
- Smiley Burnette
- John Wayne

### Equipe de produção
- Ford Beebe
- B. Reeves Eason
- Joseph Kane
- Os irmãos Lydecker
- William Witney

## Filmografia
| - Men with Steel Faces (1940) - Doughnuts and Society (1936) - The Fighting Marines (1935) - Harmony Lane (1935) - Confidential (1935) - Waterfront Lady (1935) - Streamline Express (1935) - The Adventures of Rex and Rinty (1935) - Ladies Crave Excitement (1935) - The Headline Woman (1935) - One Frightened Night (1935) - The Miracle Rider (1935) - Behind the Green Lights (1935) - The Phantom Empire (1935) - Little Men (1934) - Mystery Mountain (1934) - Burn'Em Up Barnes (1934) - The Marines Are Coming (1934) - In Old Santa Fe (1934) - Crimson Romance (1934) - Young and Beautiful (1934) - The Law of the Wild (1934) - The Lost Jungle (1934) - The Lone Defender (1934) | - The Lost Jungle (1934) - The Mystery Squadron (1933) - The Wolf Dog (1933) - Laughing at Life (1933) - Fighting with Kit Carson (1933) - The Whispering Shadow (1933) - The Three Musketeers (1933) - The Devil Horse (1932) - Pride of the Legion (1932) - The Hurricane Express (1932) - The Last of the Mohicans (1932) - The Shadow of the Eagle (1932) - The Lightning Warrior (1931) - The Galloping Ghost (1931) - The Vanishing Legion (1931) - King of the Wild (1931) - The Phantom of the West (1931) - The Lone Defender (1930) - The King of the Kongo (1929) - The Fatal Warning (1929) - Vultures of the Sea (1928) - The Vanishing West (1928) - Heroes of the Wild (1927) - 1º seriado da Mascot - Isle of Sunken Gold (1927) - The Golden Stallion (1927) |

- The Silent Flyer (1926) foi criado por Nat Levine, mas ainda não era estritamente uma produção da Mascot.